# Bolek i Lolek
Bolek i Lolek (polj. Bolek i Lolek) dvojica su braće, izmišljeni likovi i protagonisti istoimenoga poljskog crtanog filma te nekoliko dugometražnih filmova. U Hrvatskoj su filmovi poznati s obratnim redoslijedom imena, kao Lolek i Bolek.
Likove je 1962. stvorio crtač Alfred Ledwig te ih iduće godine ugovorom dao na korištenje poljskom studiju Studio Filmów Rysunkowych iz Bielsko-Białe. Kao nadahnuće poslužili su Jan i Roman, sinovi redatelja Władysława Nehrebeckog, uz kojega je kao autor na crtiću radio i Leszek Lorek. Radnja se zasniva na zabavnim, nerijetko smiješnim pustolovinama braće, a često se odvija na otvorenom. Prvi su se put pojavili u animiranom filmu Samostrel (polj. Kusza) 1963./1964. godine.

## Dugometražni filmovi
- Veliko putovanje Boleka i Loleka (1977.), pretvoren u televizijsku seriju sa 15 epizoda prikazivanu  1978. – 1979. (Poljska i Slovačka)
- Bolek i Lolek na Divljem Zapadu (1986.), stvoren od 7 epizoda 5. sezone Boleka i Loleka

## Vanjske poveznice
- Bolek i Lolek u internetskoj bazi filmova IMDb-a